# 全日本銃剣道連盟
公益社団法人全日本銃剣道連盟（ぜんにほんじゅうけんどうれんめい）は、日本国内における銃剣道、短剣道の国内競技連盟。旧所管は文部科学省スポーツ・青少年局競技スポーツ課。日本スポーツ協会、日本武道協議会に加盟している。

## 概要
各地にある地区協議会とその下にある都道府県連盟、全日本学生銃剣道連盟を会員として構成されている。

## 沿革
- 1956年 - 全日本銃剣道連盟発足
- 1970年 - 社団法人化
- 1973年 - 日本体育協会に加盟
- 1977年 - 日本武道協議会に加盟
- 2012年 - 公益社団法人化

## 歴代会長
|   | 氏名       | 在職期間              |
| - | ---------- | --------------------- |
| 1 | 今村均     | 1956年5月〜1968年10月 |
| 2 | 鵜沢尚信   | 1968年11月〜1969年4月 |
| 3 | 福田篤泰   | 1969年4月〜1971年4月  |
| 4 | 八田一朗   | 1971年5月〜1983年4月  |
| 5 | 草地貞吾   | 1983年5月〜1987年4月  |
| 6 | 久保田茂   | 1987年4月〜1995年4月  |
| 7 | 源川幸夫   | 1995年4月〜2003年4月  |
| 8 | 藤原利將   | 2003年4月〜2012年5月  |
| 9 | 酒井健     | 2012年5月〜           |
|   |            |                       |
|   | 番匠幸一郎 | 現在                  |

## 主催大会
- 全日本銃剣道選手権大会
- 全日本銃剣道優勝大会
- 全日本高段者銃剣道大会
- 全日本青年銃剣道大会
- 全国高校生銃剣道大会
- 全日本少年少女武道（銃剣道）錬成大会
- 全日本短剣道大会